# Лобель, Соломон Моисеевич
Соломо́н Моисе́евич Ло́бель (рум. Solomon Löbel (Loebel) — Лёбель; 27 января 1910, Яссы, Румыния — 2 апреля 1981, Кишинёв, Молдавская ССР, СССР) — молдавский советский композитор и педагог. Заслуженный деятель искусств Молдавской ССР (1960).

## Биография
Родился 27 января (по старому стилю) 1910 года в Яссах в семье Мойше Лобеля (1876—?) и Ханы-Перл Лобель (в девичестве Янкулович, 1882—?), уроженцы Ясс.. Отец погиб на фронте во время Первой мировой войны (1917). Учился на юридическом факультете Ясского университета и одновременно в Ясской консерватории по классу фортепиано у И. Сибиану и А. Бурадо, по теории музыки у К. Джорджеску. В 1927 году вступил в подпольную комсомольскую ячейку рабочих железнодорожных мастерских, с 1929 года состоял в подпольной компартии Румынии (в то время находившейся под контролем Коминтерна), возглавлял технический аппарат Областного комитета компартии в Молдове, работал в подпольной типографии. В 1931 году поселился в Бухаресте, где руководил центральным техническим аппаратом компартии Румынии. В 1938 году был арестован сигуранцой, кратковременно содержался в тюрьме в Жилаве.
В 1938 году поступил в Бухарестскую музыкальную академию по классу фортепиано к Ф. Музическу и по классу контрапункта к М. Жоре, но успел закончить лишь полный курс теории музыки. 16 июня 1940 года на концерте класса композиции Михаила Жоры были впервые исполнены несколько произведений Соломона Лобеля. На следующий день он был арестован за участие в незаконной коммунистической организации и определён в пограничный штрафной батальон, после освобождения в ноябре 1940 года бежал в ставшую советской Бессарабию.
Продолжил занятия в Кишинёвской консерватории в классе композиции Штефана Няги (1940—1941). В годы Великой Отечественной войны служил в действующей армии (1941—1942), затем концертмейстером в Большом ансамбле красноармейской самодеятельности Государственного управления авиационным строительством (ГУАС), который вскоре возглавил как музыкальный руководитель и дирижёр хора. После демобилизации в начале 1946 года продолжил обучение в Кишинёвской консерватории по классу композиции Л. С. Гурова и в 1947 году стал членом Союза композиторов Молдавской ССР. После окончания консерватории в 1949 году был оставлен преподавателем курса специальной гармонии (с 1962 года — доцент, с 1979 года — профессор Кишинёвского института искусств им. Г. Музическу).
В композиторском творчестве Соломона Лобеля преобладают симфонические жанры. С. М. Лобель — единственный молдавский симфонист, автор первой симфонии, в которой использован интонационный строй молдавской народной музыки. Среди других сочинений — 7 симфоний (1949—1977), в том числе VI «Памяти жертв фашизма» (1975); концерты с оркестром — для скрипки (1956) и фортепиано (1978); 7 тетрадей фортепианных пьес; 3 струнных квартета (1968—1978); 4 сонаты (для фортепиано и кларнета, для виолончели и фортепиано) и другие пьесы для фортепиано, романсы, обработки молдавских народных песен; хоры, в том числе «Поэма о Хае Лившиц» на слова Ливиу Деляну для смешанного хора без сопровождения и солиста (1965); песни на стихи Е. Н. Букова, М. Эминеску, К. Кондри. Другие произведения: музыкальная комедия «На берегу Урала» (1943); хореографические сцены на казахском музыкальном материале («Джигиты батыра Срыма», 1944; «Джиин», 1944).
Погиб вместе с женой во время пожара в Композиторском доме в Кишинёве.

## Семья
Жена — Дора Исааковна (Двойра Ициковна) Ройтман (партийный псевдоним София Михайловна Максимова; 1902, Кишинёв — 1981, там же), деятель подпольного коммунистического движения в Бессарабии, секретарь Плоештского обкома КП Румынии (1929—1930) и Бухарестского подпольного горкома КП Румынии (1932—1933), в 1921—1925 и 1930—1932 годах в заключении в Румынии; в советское время возглавляла правление Швейной артели имени 8 Марта в Кишинёве. Её сестра — заместитель заведующего отделом агитации и пропаганды Молдавского обкома КП(б) Нюня Исааковна Богопольская — была замужем за первым секретарём Молдавского обкома КП(б) Украины Х. Б. Богопольским.

## Нотные издания[8]
- Шасе пьесе пентру пиан. Кишинев: Едитура де стат а Молдовей, 1957. — 40 с.
- Бэтута. Москва: Советский композитор, 1959.
- Сюита для фортепиано в 5 частях. Москва: Советский композитор, 1970.
- Афоризмы (соната-мозаика в 3-х частях). Кишинёв: Литература артистикэ, 1975.